# Emrah Ormanoğlu
Emrah Ormanoğlu (ur. 18 lutego 1999) – turecki zapaśnik startujący w stylu wolnym. Zajął dziewiąte miejsce na mistrzostwach świata w 2021. 
Brązowy medalista mistrzostw Europy w 2023. Trzeci na MŚ U-23 w 2022. Mistrz Europy U-23 w 2022 i trzeci w 2021 roku.